# بيير لوران (سياسي)
بيير لوران (بالفرنسية: Pierre Laurent)‏ هو صحفي وسياسي فرنسي، ولد في 1 يوليو 1957 بباريس في فرنسا. حزبياً، نشط في الحزب الشيوعي الفرنسي. وقد انتخب عضو مجلس الشيوخ الفرنسي وانتخب عضو مجلس جهوي.

## وصلات خارجية
- الموقع الرسمي